# Iam
Iam – wieś w Rumunii, w okręgu Caraș-Severin, w gminie Berliște. W 2011 roku liczyła 363 mieszkańców. 